# Coburger Tageblatt
Le Coburger Tageblatt est un journal quotidien publié à Cobourg.

## Histoire
Le journal est fondé en 1886 par l'éditeur Friedrich Riemann, édité par le propriétaire Theodor Hermann Wechsung et publié par la Riemann'sche Hofbuchhandlung. Le Coburger Tageblatt – Generalanzeiger für Stadt und Land – Organ für Politik, Lokalgeschichte, Handels- und Geschäftsverkehr  doit devenir la voix des libéraux. De 1893 à 1908, Otto Kirchhof est le rédacteur en chef du journal. Il est suivi par Friedrich Colbatzky comme éditeur. En 1936, le journalest exproprié par les nazis et fusionné avec le Coburger Nationalzeitung en 1940. En 1942, le titre du journal est supprimé.
La famille Colbatzky rétablit le Coburger Tageblatt après la fin de la Seconde Guerre mondiale en 1945. Quatre ans plus tard, en 1949, le bail forcé est levé par le gouvernement militaire. Hans-Georg Ehrhardt reçoit une licence de journal afin que Paula Colbatzky, avec son aide, puisse recommencer à produire le Coburger Tageblatt. Hanns Thormann devient rédacteur en chef et reste à ce poste jusqu'en 1962.
Le Coburger Tageblatt est vendu en 1971 par Friedrich-Herbert Colbatzky à EC Baumann-Verlag. Dès lors, l'éditeur Horst Uhlemann fait du Coburger Tageblatt deuxième quotidien local de Bavière aux côtés du Bayerische Rundschau. En 2003, la maison d'édition Fränkischer Tag reprend la majorité de Baumann GmbH & Co. KG. Cette circonstance entraîne la poursuite de l'existence de Coburger Tageblatt Verlag & Medien GmbH & Co. KG avec une édition indépendante locale, sportive et culturelle à Cobourg. Le Coburger Tageblatt fait partie de Mediengruppe Oberfranken depuis 2009.